# Малоазијски јежолики миш
Малоазијски јежолики миш или малоазијски чекињасти миш (лат. Acomys cilicicus, енгл. Asia Minor spiny mouse, рус. Малоазиатская иглистая мышь) је врста глодара из породице мишева (Muridae).

## Распрострањење
Ареал врсте је ограничен на једну државу, Турску.

## Угроженост
Подаци о распрострањености ове врсте су недовољни.